# SHL Gazela
SHL M17 Gazela – polski motocykl produkowany w latach 1968–1970 jako następca motocykla SHL M11.
Prace nad następcą SHL M11 trwały w latach 1963–1968 i w rezultacie powstał SHL M17 Gazela z całkowicie nowym układem napędowym, związanym z dopasowaniem do stylistyki nowego motocykla. Konstrukcję silnika Wiatr opracowano oraz podjęto produkcję w Zakładach Metalowych w Nowej Dębie, a produkcję podwozi i montaż pojazdu Zakładach Wyrobów Metalowych w Kielcach. 
Silnik o oznaczeniu W-2 skonstruowany przez inż. Wiesława Wiatraka we współpracy z Politechniką Krakowską o pojemności zwiększonej o 1 cm³ (do 174 cm³) charakteryzował się m.in. mocą większą o 4,5 KM od silnika WFM S-32, uzyskaną dzięki optymalizacji napełniania cylindra, a także zwiększeniu wytrzymałości układu korbowego.
Motocykl po raz pierwszy w powojennej produkcji polskiej wyposażono w zapłon bateryjny oraz alternator 12-woltowy 50 W, skonstruowany z zespolenia w jedną całość alternatora i aparatu zapłonowego zaprojektowanych kilka lat wcześniej z przeznaczeniem dla modernizowanej wersji Junaka. Od nowa zaprojektowano pojedynczą ramę kołyskową o dużej wytrzymałości. Zawieszenie przednie bazowało wciąż na wahaczu pchanym, lecz skrócono jego długość i amortyzatory teleskopowe ukryto w elementach nośnych wahacza, co poprawiło też estetykę. W Gazeli po raz pierwszy w Polsce zastosowano też amortyzatory tylne z dwustopniową regulacją twardości, a także reflektor zabudowany ze zbiornikiem paliwa.

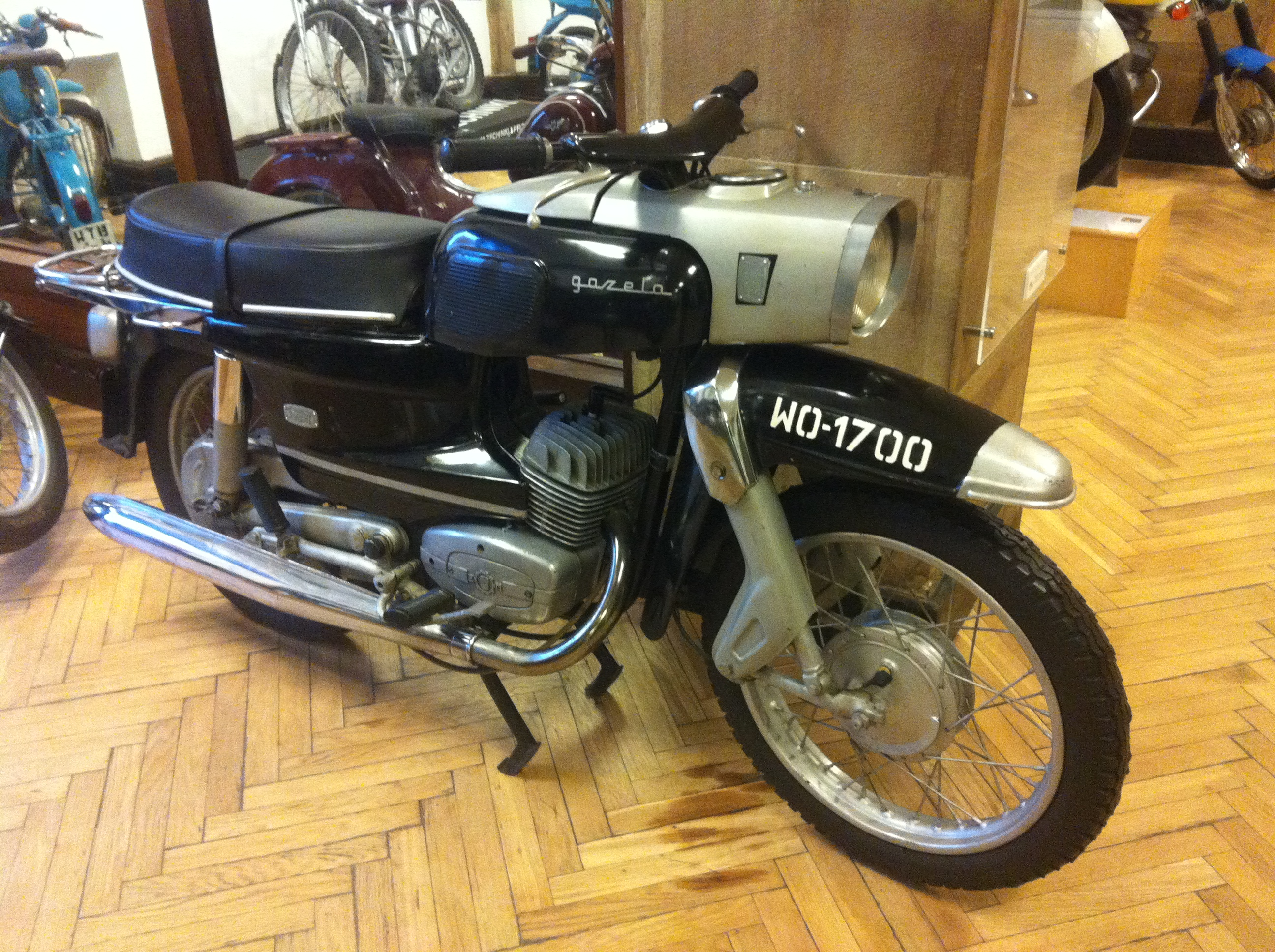
SHL Gazela - eksponat w Narodowym Muzeum Techniki w Warszawie

Model turystyczny M17 produkowany był w okresie od września 1968 do 5 czerwca 1970 roku, w liczbie około 50 000 egzemplarzy, z czego ok. 15 000 na eksport. Motocykl ten nie odbiegał od nowoczesnych konstrukcji w owym czasie, głównym minusem była jego wysoka cena – 17 300 zł. Problemem były też awarie w układzie przeniesienia napędu (głównie skrzynia biegów) z uwagi na dysponowaną moc silnika. Dodatkowo silnik W-2 posiadał dość częstą tendencję do zacierania się w okresie docierania silnika. Brak popytu przyczynił się do zatrzymania produkcji.

## Dane ogólne
- Długość (z bagażnikiem) / szerokość / wysokość (bez lusterek) – 2100 × 630 × 960 mm
- Masa własna motocykla – 125 kg
- Dopuszczalna masa całkowita – 300 kg
- Prędkość maksymalna – 110 km/h
- Zużycie paliwa – 3,0–3,2 l/100 km przy prędkości 70 km/h
- Pojemność zbiornika paliwa – 13 litrów (w tym 3,5 litra rezerwy)

## Silnik
- Typ – W-2 „Wiatr”, jednocylindrowy, 2-suwowy
- Rodzaj cylindra – odlewany ze stopu lekkiego z wewnętrzną tuleją żeliwną
- Średnica cylindra – 61 mm
- Skok tłoka – 59,5 mm
- Pojemność skokowa – 174 cm³
- Stopień sprężania – 7,6:1
- Moc maksymalna – 13,5 KM przy 5700–6000 obr./min
- Maksymalne obroty – 8000 obr./min
- Maksymalny moment obrotowy – 17,6 Nm przy 4800 obr./min
- Zasilanie – Gaźnik GM-26 U3, o średnicy gardzieli 26 mm, dysza główna 180
- Zapłon bateryjny - dwa akumulatory 2 × 6V, 10Ah – nietypowe umieszczenie i liczba akumulatorów
- Sprzęgło – mokre, czterotarczowe, smarowane olejem wspólnie ze skrzynką przekładniową
- Skrzynka przekładniowa – zblokowana z silnikiem, czterobiegowa, o kołach stale zazębionych
- Mechanizm zmiany biegów – krzywkowy
- Przełożenia w skrzyni – I bieg: 2,93 II bieg: 1,79 III bieg: 1,35 IV bieg: 1
- Masa suchego zespołu napędowego – 26 kg